# 스테이 얼라이브
《스테이 얼라이브》(영어: Stay Alive)는 미국에서 제작된 윌리엄 브렌트 벨 감독의 2006년 공포 영화이다. 존 포스터, 사미라 암스트롱, 프랭키 뮤니즈, 소피아 부시, 지미 심프슨 등이 출연하였고, 맥지 등이 제작에 참여하였다.
평단으로부터 대체로 부정 평가를 받았으나 한편으로는 열혈 지지층이 형성되었다.

## 줄거리
게임 속 인물이 죽으면 현실 속 게임 실행자도 죽는 비디오 게임 "스테이 얼라이브"(Stay Alive)를 함께 하게 된 친구 무리는 이 게임이 바토리 에르제베트의 저주에 걸려있다는 걸 알게 되고, 하나둘 죽음을 맞이하는 가운데 필사적으로 대항한다.

## 출연
- 존 포스터 - 허치, 루미스 친구 역
- 사미라 암스트롱 - 애비게일, 세라 친구 역
- 프랭키 뮤니즈 - 스윙크 역
- 소피아 부시 - 옥토버, 허치의 여자친구 역
- 지미 심프슨 - 피니어스, 옥토버 오빠 역
- 웬들 피어스 - 티버도 형사 역
- 마일로 벤티밀리아 - 루미스 크롤리 역
- 애덤 골드버그 - 밀러 뱅크스, 허치의 상사 역
- 빌리 슬로터 - 렉스 역
- 제임스 헤이븐 - 조너선 맬커스, 게임 창작자 (미등급 감독판)
- 앨리스 크리거 - 디 오서 (미등급 감독판)
- 마리아 칼리니나 - 백작 부인 역
- 빌리 루비에이 - 피짓 역
- J. 리치 내시 - 신참 역
- 신시아 러블롱크 - 공원의 여자 (크레디트 미기재)
- 엘턴 러블롱크 - 공원의 남자 (크레디트 미기재)

## 기타 제작진
- 총괄 제작: 게리 바버, 로저 번바움
- 공동 제작: 데이비드 맨펄, 에린 스탬
- 보조 제작: 애나 매스트로
- 배역: 마크 베넷
- 미술: 브루턴 존스
- 의상: 캐럴린 에슬린

## 같이 보기
- 드라큐라 백작부인 (1971)
- 생존 공포